# Kina Swidén
Kina Swidén, född 1976, är en svensk längdskidåkare som tävlade för Piteå Elit och svenska landslaget.
Hon är uppvuxen i Tyresö utanför Stockholm med mamma, pappa och fem syskon. Hon gick på skidgymnasiet i Ulricehamn och fortsatte efter det till Älvsbyn för att läsa upp några betyg och har sedermera utbildat sig till idrottspedagog. I april 2006 gick hon offentligt ut och sade att hon skulle sluta med skidåkning och flytta hem till Stockholm.

## Främsta meriter
- 2:a SM team sprint Luleå  2006
- 1:a SM stafett Hudiksvall (K) 2005
- 1:a SM stafett Skellefteå (F) 2004
- 2:a SM 30 km F Skellefteå (F) 2004
- 31:a WC Kiruna (F) 2003
- 3:a SM stafett Idre (K) 2003
- 4:a SM 30 km Gällivare (F) 2002
- 6:a Skandinaviska cupen Finland (F) 2002
- 1:a NM 2002
- Rankad 8:a Sverigecupen 2002